# 내성문학상
내성문학상(來成文學賞)은 탐정소설가·대중소설가로 잘 알려진 김내성을 기념하기 위해 1957년 경향신문사에서 제정한 소설부문 문학상이다. 제1회는 1958년 정한숙의 〈암흑의 계절〉, 제2회는 1959년 박경리의 〈표류도〉가 받았다. 1960년부터 사실상 폐지되었다. 현재에는 김내성 추리문학상이 있다.